# Big Brother (Software)
Big Brother war eine Software von Dell zur Überwachung von Computerprogrammen, Netzwerkdiensten und Computern, für die 2014 Support und Weiterentwicklung endete.
Benannt ist die Software nach der Figur Big Brother (deutsch: Großer Bruder) aus dem Roman 1984 von George Orwell.
Mit der Big Brother-Software ist es z. B. möglich, Netzwerkdienste wie einen Webserver oder einen SSH-Server zu überwachen und den aktuellen Status sowie ältere Überwachungsergebnisse grafisch darzustellen.
Die Software wurde meistens in Rechenzentren angewandt, um eine größere Zahl von Computern zu überwachen.
Das Unternehmen Quest entwickelte die kommerzielle Version bis zur Übernahme durch Dell im Jahr 2012. Seit Version 5.01 aus Februar 2013 wurde keine neue Version veröffentlicht. und auch Windows Server 2012 wird offiziell nicht unterstützt. Die letzte zum Download angebotene Version ist 4.60.
Mit Xymon existiert eine kompatible Open-Source-Software mit ähnlicher Funktionalität.